# موزه هنرهای معاصر (نیواورلئان)
مرکز هنرهای معاصر (CAC) یک مرکز هنری چند رشته‌ای است که به ارائه، تولید و ترویج هنر زمانه ما اختصاص یافته‌است. در سال ۱۹۷۶ توسط یک گروه پرشور از هنرمندان تجسمی و نمایشی شکل گرفت. این موزه که در مرکز تاریخی شهر نیواورلئان واقع شده‌است، میزبان رویدادها و اجرای از هنرهای تجسمی گرفته تا اجرای کنسرت و سخنرانی است. پذیرش گالری عمومی برای ساکنان لوئیزیانا رایگان است و ساعات مختلف و ترتیب بلیط برای کنسرت‌ها و سایر برنامه‌های ویژه امکان‌پذیر است. این مرکز همچنین به‌طور مرتب دوره‌هایی را برای دانشجویان علاقه‌مند در جنبه‌های مختلف هنری ارائه می‌دهد.